# Verwaltungsgemeinschaft Laucha an der Unstrut
In der Verwaltungsgemeinschaft Laucha an der Unstrut waren im sachsen-anhaltischen Burgenlandkreis die Gemeinden Burgscheidungen, Burkersroda, Golzen, Hirschroda, Kirchscheidungen, Thalwinkel und Weischütz sowie die Stadt Laucha an der Unstrut, die Verwaltungssitz war, zusammengeschlossen. Am 1. Januar 2005 wurde sie mit den Verwaltungsgemeinschaften Freyburger Land und Mittlere Unstrut (ohne die Gemeinden Memleben und Wohlmirstedt) zur neuen Verwaltungsgemeinschaft Unstruttal zusammengeschlossen. Die Gemeinden Golzen und Thalwinkel wurden der Verwaltungsgemeinschaft An der Finne zugeordnet.